# Álvaro Morte
Álvaro Antonio García Perez (Algeciras, 23 febbraio 1975) è un attore e insegnante spagnolo.

## Biografia
Álvaro Morte ha lavorato in Finlandia come professore ed esperto di Shakespeare e del teatro elisabettiano. Nel 2012 ha fondato la compagnia teatrale 300 Pistolas ed ha iniziato a dirigere rappresentazioni teatrali come El lazarillo de Tormes, La casa di Bernarda Alba o El perro del hortelano. È noto principalmente per i suoi ruoli nelle serie televisive, soprattutto per Lucas Moliner ne Il segreto e Sergio Marquina "il Professore" ne La casa di carta.

### Vita privata
È sposato con la stilista Blanca Clemente. Nel 2014 i due hanno avuto due gemelli, Julieta e Leon.

## Filmografia

### Attore

#### Cinema
- Los niños del jardín, regia di Manuel M. Velasco (2003)
- La guarida del ermitaño, regia di Jaime Alonso de Linaje (2003)
- Ignora, regia di José Villalobos (2006)
- Lola, la película, regia di Miguel Hermoso (2007)
- Amores ciegos, regia di Marisé Samitier (2011)
- Durante la tormenta, regia di Oriol Paulo (2018)
- La casa degli oggetti (Objetos), regia di Jorge Dorado (2022)
- Immaculate - La prescelta (Immaculate) regia di Michael Mohan (2024)

#### Televisione
- Hospital Central – serie TV, episodi 03x04-04x07 (2002)
- Policías, en el corazón de la calle – serie TV, episodi 6x06-6x07-6x08 (2002)
- Planta 25 – serie TV, 65 episodi (2007-2008)
- Aída – serie TV, episodio 05x24 (2008)
- ¡A ver si llego! – serie TV, 6 episodi (2009)
- Cuéntame cómo pasó – serie TV, 4 episodi (2009-2010)
- Las chicas de oro – serie TV, episodio 1x12 (2010)
- Isabel – serie TV, episodio 1x02 (2012)
- La memoria del agua – miniserie TV, puntate 1x1-1x2 (2012)
- Cuore ribelle (Bandolera) – serial TV, 14 puntate (2012-2013)
- Bienvenidos al Lolita – miniserie TV, 4 puntate (2014)
- Il Principe - Un amore impossibile (El Príncipe) – serie TV, episodio 1x04 (2014)
- Víctor Ros – serie TV, episodio 1x01 (2014)
- Per sempre (Amar es para siempre) – serial TV, 32 puntate (2014)
- Il segreto (El secreto de Puente Viejo) – serial TV, 92 puntate (2014-2017)
- La casa di carta (La casa de papel) – serie TV, 48 episodi (2017-2021)
- Il molo rosso (El embarcadero) – serie TV, 16 episodi (2019-2020)
- The Head – serie TV, 6 episodi (2020)
- La Ruota del Tempo (The Wheel of Time) – serie TV, 9 episodi (2021-2023)
- Senza confini (Sin límites) – miniserie TV, 6 puntate (2022)

### Doppiatore
- Smallfoot - Il mio amico delle nevi (Smallfoot), regia di Karey Kirkpatrick e Jason Reisig (2018) – edizione spagnola

## Riconoscimenti
- Premio Feroz
  - 2018 – Candidatura al miglior attore protagonista di una serie TV per La casa di carta

- Premio de la Unión de Actores
  - 2018 – Candidatura al miglior attore principale per La casa di carta
  - 2019 – Miglior attore principale per La casa di carta

- Zapping Award
  - 2018 – Candidatura al miglior attore per La casa di carta

## Doppiatori italiani
Nelle versioni in italiano delle opere in cui ha recitato, Álvaro Morte è stato doppiato da:
- Andrea Lavagnino ne La casa di carta, Il molo rosso, The Head, La Ruota del Tempo, Senza confini, Immaculate - La prescelta, La casa degli oggetti
- Francesco Testa in Cuore ribelle, Il segreto
- Riccardo Scarafoni in Durante la tormenta